# Mochlus simonettai
Espèce
Synonymes
- Lygosoma simonettai Lanza, 1979

Mochlus simonettai est une espèce de sauriens de la famille des Scincidae.

## Répartition
Cette espèce est endémique de Somalie. Elle se rencontre dans la région d'Afgoi.

## Étymologie
Cette espèce est nommée en l'honneur d'Alberto Mario Simonetta.

## Publication originale
- Lanza, 1979 : Lygosoma simonettai, a new black-headed skink from Somalia (Reptilia Scinidae). Monitore zoologico italiano: Supplemento, vol. 12, no 4, p. 25-32.